# Zeus capensis
Zeus capensis е вид лъчеперка от семейство Zeidae. Видът не е застрашен от изчезване.

## Разпространение и местообитание
Разпространен е в Мозамбик, Намибия и Южна Африка.
Обитава крайбрежията на океани и морета. Среща се на дълбочина от 32 до 200 m, при температура на водата от 6,1 до 19,8 °C и соленост 34,4 – 35,4 ‰.

## Описание
На дължина достигат до 90 cm.
Популацията на вида е стабилна.